# Sainte Conversation
Ne doit pas être confondu avec Conversation sacrée.
Sainte Conversation est un tableau réalisé par le peintre italien Vittore Carpaccio vers 1500. De format horizontal, cette peinture à l'huile exécutée sur un panneau en bois de peuplier est une conversation sacrée qui représente la Madone entre des figures saintes et deux putti musiciens, devant un paysage urbain apparaissant sous une vase arche naturelle. Issue de la collection Campana, l'œuvre fait partie depuis 1863 de celle du musée du Louvre, à Paris. Elle se trouve depuis 1976 en dépôt au musée du Petit Palais, à Avignon.